# Cerithideopsis
Cerithideopsis is een geslacht van slakken uit de familie van de Potamididae. De wetenschappelijke naam van het geslacht is voor het eerst geldig gepubliceerd in 1929 door Thiele.

## Soorten
De volgende soorten zijn bij het geslacht ingedeeld:
- Cerithideopsis australiensis Reid & Claremont, 2014[1]
- Cerithideopsis californica (Haldeman, 1840)
- Cerithideopsis costata (da Costa, 1778)
- Cerithideopsis fuscata (Gould, 1857)
- Cerithideopsis largillierti (Philippi, 1848)
- Cerithideopsis malayensis Reid & Claremont, 2014
- Cerithideopsis montagnei (d'Orbigny, 1841)
- Cerithideopsis pliculosa (Menke, 1829)
- Cerithideopsis pulchra (C. B. Adams, 1852)
- Cerithideopsis scalariformis (Say, 1825)